# Stealin'
Stealin' è un singolo del gruppo musicale britannico Uriah Heep, pubblicato nell'agosto del 1974 come primo estratto dall'album Sweet Freedom.
È stata scritta da Ken Hensley, e ha raggiunto la nona posizione nella classifica norvegese.
Il suo lato B era Sunshine.

## Formazione
- David Byron – voce
- Mick Box – chitarra
- Ken Hensley – tastiera
- Gary Thain – basso
- Lee Kerslake – batteria